# Goldener Sommer
'Goldener Sommer' est un cultivar de rosier floribunda obtenu en 1983 par le rosiériste allemand Noack,.

## Description
Ce rosier présente un buisson compact et érigé, de 70 cm à 80 cm de hauteur, avec de grosses fleurs jaune d'or, en forme de coupe (50-70 pétales) très pleines, groupées en bouquets. Ce rosier est vigoureux, florifère et bien remontant.

## Distinctions
- Rose ADR (Allemagne), 1985